# Стереоселективность
Стереоселективность — преимущественное образование в химической реакции одного стереоизомера над другим. Если образующиеся стереоизомеры являются энантиомерами, то данное явление называется энантиоселективностью, если стереоизомерные продукты являются диастереомерами — диастереоселективностью. Количественно стереоселективность выражается при помощи энантиомерного или диастереомерного избытка.

## Условия образования стереоизомеров
Для того, чтобы в реакции в принципе могли образоваться стереоизомеры, структура молекул должна удовлетворять некоторым условиям симметрии.
Если происходит превращение гомотопных групп или присоединение к гомотопным сторонам, то происходит образование единственного продукта. Например, бромирование любой из гомотопных метильных групп ацетона или присоединение реагента к любой из его гомотопных сторон приведёт к образованию одного продукта.
Если происходит превращение энантиотопных групп или присоединение к энантиотопным сторонам, то в большинстве случаев образуются стереоизомеры. Если в реакции к такому субстрату присоединяется ахиральный реагент, то образуется два энантиомера, если же присоединяется хиральный реагент, то образуются диастереомеры.
Если происходит превращение диастереотопных групп или присоединение к диастереотопным сторонам, то всегда образуется пара диастереомеров. Причём, независимо от того, является ли реагент хиральным или нет, продукты реакции всегда являются диастереомерами.

## Условия возникновения стереоселективности
Степень стереоселективности для какой-либо конкретной реакции предсказать трудно, но можно сформулировать условия, необходимые для её возникновения. 
Так, образование диастереомеров сопровождается образованием диастереомерных переходных состояний, которые различаются по геометрии и поэтому имеют различную энергию. По этой причине диастереомеры всегда получаются в реакциях в неравных количествах. Это явление наблюдается как в реакциях диастереотопных групп или сторон молекул, так и в реакциях энантиотопных групп или сторон с хиральным реагентом. Неравное соотношение образующихся диастереомеров может быть связано с разными скоростями их образования (кинетически контролируемая диастереоселектиность) или с их различной устойчивостью (термодинамически контролируемая диастереоселективность).
Образование пары энантиомеров происходит в результате реакции энантиотопных групп или сторон молекул с ахиральным реагентом. В ходе такого превращения образуются два различных переходных состояния, которые являются зеркальными отражениями друг друга, имеют одинаковые энергии и, соответственно, образуются с одинаковой скоростью. Таким образом, скорости образования двух энантиомеров также равны, и стереоселективности не наблюдается.
Таким образом, стереоселективность в той или иной степени проявляется при наличии диастереомерных переходных состояний, а истинно энантиоселективных реакций не существует, поскольку в их основе также лежат те или иные диастереомерные взаимодействия.

## Методы создания стереоселективности

### Энантиоселективность
Как отмечалось выше, в действительности даже энантиоселективные реакции должны проходить через диастереомерные переходные состояния. Однако поскольку ни субстрат, ни реагент в превращении не являются хиральными, необходимо использовать некие дополнительные хиральные факторы, чтобы навести стереоселективность.
Одним из распространённых методов создания энантиоселективности является использование хиральных добавок. Ими могут являться все вещества, которые возвращаются из реакции в неизменённом виде: сорастворители, фотосенсибилизаторы, катализаторы и др. Примерами таких реакций могут являться многочисленные примеры асимметрического катализа, например, альдольная реакция, катализируемая природной хиральной аминокислотой — пролином.
Широкое распространение получил также подход с использованием хиральных вспомогательных реагентов: субстрат с энантиотопными группами вступает в реакцию с данным реагентом и образует хиральное производное, которые затем может взаимодействовать с реагентом (хиральным или ахиральным) с образованием смеси диастереомеров в неравных количествах. Затем путём некоторого превращения хиральный вспомогательный реагент удаляют из продуктов реакции, в результате чего получается нерацемическая смесь энантиомеров. Важно использовать энантиомерно чистый вспомогательный реагент, так как его загрязнение посторонним энантиомером будет приводить к снижению энантиоселективности реакции.
Существует также тип реакций, в которых энантиотопный субстрат взаимодействует с хиральным реагентом, но при этом от реагента к субстрату переносится ахиральная частица. За счёт этого создаётся диастереомерное переходное состояние (поскольку в него включён и хиральный реагент), но в качестве продуктов образуются энантиомеры, а не диастереомеры, поскольку сам хиральный реагент в продукт не входит. Примером такого реагента является NADPH, который является хиральным соединением и выступает как восстановитель (донор гидрид-иона) в биологических системах.
Менее распространены такие подходы, как фотохимические превращения под действием циркулярно-поляризованного («хирального») света (они дают небольшую энантиоселективность) и реакции в хиральном растворителе.

### Диастереоселективность
Диастереоселективность была впервые обнаружена Эмилем Фишером, который показал, что соотношение диастереомеров, образующихся при создании нового хирального центра, зависит от наличия в молекуле других центров хиральности. Позже это явление получило название асимметрической индукции. Попытки создать обобщённую теорию для предсказания направления диастереоселективности были, в основном, бесплодными. Основной успех в этой области связан с реакциями присоединения к карбонильной группе, для которых разработано несколько моделей, имеющих предсказательную силу. 
В 1969 году Рухом и Уги был предложен полуколичественный метод оценки стереоселективности, основанный на теории групп и использовании констант заместителей, однако он не был развит впоследствии.

## Количественная оценка
Если в результате реакции возникают два стереоизомерных продукта, то стереоселективность может быть охарактеризована несколькими способами: соотношением продуктов (r), их процентным содержанием или избытком основного продукта (e). При этом, если из двух продуктов X и Y преобладает первый, то справедливы соотношения:
{\displaystyle A+R\longrightarrow X+Y;}
{\displaystyle r={\frac {[X]}{[Y]}};}
{\displaystyle e={\frac {[X]-[Y]}{[X]+[Y]}}\cdot 100\;\%=\%X-\%Y={\frac {r-1}{r+1}}\cdot 100\;\%;}
{\displaystyle X\%={\frac {100r}{r+1}}.}
В зависимости от того, получаются в реакции энантиомеры или диастереомеры, используют термины энантиомерный избыток (ee, англ. enantiomeric excess) или диастереомерный избыток (de, англ. diastereomeric excess). Иногда в реакции образуются диастереомеры, однако затем их превращают в энантиомеры путём удаления из них хирального вспомогательного реагента, то также используют понятие диастереомерного избытка.
По своему смыслу величина энантиомерного избытка ee численно равна оптической чистоте продукта, которая вычисляется как отношение наблюдаемого удельного вращения к удельному вращению чистого энантиомера. Однако в настоящее время энантиомерный избыток может быть определён более надёжными методами, например, спектроскопией ЯМР или хроматографией.
{\displaystyle r={\frac {[\alpha ]}{[\alpha ]_{max}}}\cdot 100\;\%}